# Holtendorf
Holtendorf ist ein Ortsteil der sächsischen Gemeinde Markersdorf im Landkreis Görlitz.

## Geografie
Holtendorf liegt direkt östlich von Markersdorf in der Oberlausitz. Durch den Ort führt die Bundesstraße 6 nach Görlitz bzw. Löbau. Südlich von Holtendorf verläuft die Bahnstrecke Dresden–Görlitz.

### Nachbarorte
| Königshain  | Königshain                                  | Schöpstal  |
| Markersdorf | Kompassrose, die auf Nachbargemeinden zeigt | Schlauroth |
| Gersdorf    | Pfaffendorf                                 | Schlauroth |

## Geschichte
Das Waldhufendorf besaß um 1562 ein Rittergut. 1777 übten die Rittergüter Ober- und Niederholtendorf zu jeweils einem Teil die Grundherrschaft aus. Im Jahr 1875 war Holtendorf zum Landkreis Görlitz gehörig. Die Gemarkungsgröße betrug im Jahr 1885 487 Hektar. Holtendorf war nach Markersdorf gepfarrt. 1947 wurde der Ort Teil des Kreises Weißwasser-Görlitz und 1952 des Kreises Görlitz. Ihre Eigenständigkeit verlor die Gemeinde Holtendorf im Jahr 1974 durch die Eingemeindung nach Markersdorf. Der Landkreis Görlitz ging im selben Jahr in den Niederschlesischen Oberlausitzkreis über, der zum 1. August 2008 durch die Kreisreform Sachsen 2008 zum neuen Landkreis Görlitz kam.

### Entwicklung der Einwohnerzahl
| Jahr | Einwohnerzahl                            |
| ---- | ---------------------------------------- |
| 1777 | 6 besessene Mann, 26 Gärtner, 28 Häusler |
| 1825 | 394                                      |
| 1871 | 351                                      |
| 1885 | 383                                      |
| 1905 | 350                                      |

| Jahr | Einwohnerzahl |
| ---- | ------------- |
| 1925 | 490           |
| 1939 | 451           |
| 1946 | 671           |
| 1950 | 662           |
| 1964 | 577           |

| Jahr | Einwohnerzahl |
| ---- | ------------- |
| 1994 | 512           |
| 2000 | 813           |
| 2002 | 812           |
| 2004 | 804           |
| 2005 | 801           |

| Jahr | Einwohnerzahl |
| ---- | ------------- |
| 2006 | 784           |
| 2007 | 780           |
| 2008 | 773           |
| 2009 | 778           |